# 호르헤 달레산드로
로베르토 호르헤 달레산드로 디 니노(스페인어: Roberto Jorge D'Alessandro di Ninno, 1949년 7월 28일, 부에노스 아이레스 ~)는 아르헨티나의 전직 축구 골키퍼이자 감독이다. 그는 스페인 TV 축구관련 토론 프로그램 선수들의 키오스코(El Chiringuito de Jugones)의 MC이기도 하다.
그는 현역 시절 대부분을 스페인의 살라망카에서 보냈는데, 9년 동안 라 리가 경기에 출전했다. 그는 이후, 스페인 무대에서 감독으로 활동하며 여러 구단을 지도했다.

## 선수 경력
달레산드로는 부에노스 아이레스 출신으로, 모국의 산 로렌소에서 6년을 보내며 아르헨티나 프리메라 디비시온의 우승 주역이 되었다. 1974년 6월, 산 로렌소는 살라망카와 친선경기를 벌였는데, 여기에서 스페인 이사진의 눈도장을 찍어 영입 제의를 받았고, 그 전까지 26세 이하의 해외 진출을 금지하던 아르헨티나 축구 협회의 수락으로, 25세였던 그는 이적에 성공했다.
달레산드로는 카스티야 이 레온 연고 구단 일원으로 10년을 보냈으며, 이 중 9년을 라 리가에서 활동했다. 1976-77 시즌, 아틀레틱 빌바오와의 경기에서 그는 상대 공격수 다니와의 충돌로 콩팥이 손상되었으나, 경기를 끝까지 뛰었다. 손상된 신장을 떼어내고 의료진의 권고에도 불구하고 현장에 복귀했고, 꾸준한 활약을 이어나갔다.
달레산드로는 1984년 6월, 살라망카가 강등을 당한 후에 35세의 나이로 장갑을 벗었는데, 그 때까지 242번의 스페인 1부 리그 경기(모든 대회 통틀어 284경기)에 출전했는데, 이는 구단 역대 최다 출장 기록이다.

## 감독 경력
달레산드로는 그가 오래 활약했던 살라망카에서 감독일을 시작했는데, 유소년부와 2군 감독을 모두 맡았다. 그는 처음에 세군다 디비시온에 속해 있던 피게레스(2년)와 베티스 감독직을 역임했다.
1994년 3월 말, 달레산드로는 당시 논란의 헤수스 힐을 회장으로 둔 아틀레티코 마드리드의 1993-94 시즌 6번째 감독이 되어 강등권 탈출의 특명을 받았다. 매트리스 제작자들은 이 시즌을 12위로 마쳤고, 계약이 종료된 후 구단을 떠났다. 그는 같은 해 11월에 프란시스코 마투라나의 후임으로 2기 임기를 맡으로 마드리드에 복귀했지만, 그도 13경기 만에 경질되었다.
달레산드로는 1995-96 시즌에 1부 리그 강등 위기에 처한 살라망카의 감독을 잠깐 맡았었다. 그는 이어서 2부 리그의 메리다 감독이 되었고, 1년차에 승격을 이룩했지만, 이듬해에는 강등당했다. 그는 이후 2부 리그 구단들을 계속 지휘했는데, 친정 구단을 포함해 3개 구단을 거쳤다.
2010년 4월, 라디오와 텔레비전의 스포츠 해설자로 활동하던 그는 살라망카로 복귀해 3번째 임기를 보냈고, 이후 2부 리그 잔류에 성공했다. 2011년 10월 31일, 그는 또다른 2부 리그 최하위로 뒤처진 짐나스틱의 감독으로 후안 카를로스 올리바의 바통을 이어받았다. 그의 임기 첫 경기는 카탈루냐 이웃 사바델과의 안방 경기로, 여기에서 5-0 대승을 거두었다. 그러나, 경기력 개선에도 불구하고 결국 강등권 탈출에 실패하면서 그는 사퇴했다.

## 수상

### 개인
- 트로페오 리카르도 사모라: 1974–75, 1976–77[3]

### 감독
메리다
- 세군다 디비시온: 1996–97[8]